# 2134 Dennispalm
2134 Dennispalm è un asteroide della fascia principale. Scoperto nel 1976, presenta un'orbita caratterizzata da un semiasse maggiore pari a 2,6362850 au e da un'eccentricità di 0,2561060, inclinata di 31,36087° rispetto all'eclittica.
L'asteroide è dedicato all'astrofilo statunitense C. Dennis Palm, assistente all'Osservatorio di Monte Palomar.